# سيسيل كولينز
سيسيل كولينز (بالإنجليزية: Cecil Collins)‏ هو لاعب كرة قدم أمريكية أمريكي، ولد في 19 نوفمبر 1976 في فورت نوكس في الولايات المتحدة.

## وصلات خارجية
- سيسيل كولينز على موقع مرجع كرة القدم المحترفة.كوم (الإنجليزية)